# 双子座计划
双子座计划（英語：Project Gemini）是美国的第二个载人航天计划，计划实施于水星计划和阿波罗计划之间，在1965年至1966年间共有10次载人飞行。计划的目标是为更先进的太空旅行积累技术，尤其是其后的阿波罗登月计划，双子座计划中任务时长足够前往月球并返回。任务还包括太空行走和轨道机动。所有的载人发射都使用大力神二号GLV作为运载火箭。

## 任务目标
当1961年5月25日，约翰·肯尼迪宣布阿波罗计划后，NASA方面认为应该继水星计划后，继续开发一种适用于阿波罗计划的飞船。开发计划原名为“水星标志二期”，1962年1月3日重命名为“双子座计划”。计划的主要目标如下:
- 考察宇航员和飞船在轨的最大驻留时间，最短8天，最长两周。
- 与其他航天器交汇对接，并使用推进系统移动组合航天器。
- 太空行走技术验证，并考察宇航员在太空的任务执行能力。
- 完美載人并在预定地点着陆。
- 为宇航员提供阿波罗计划需要零重力环境以及对接经验。

## 飞船

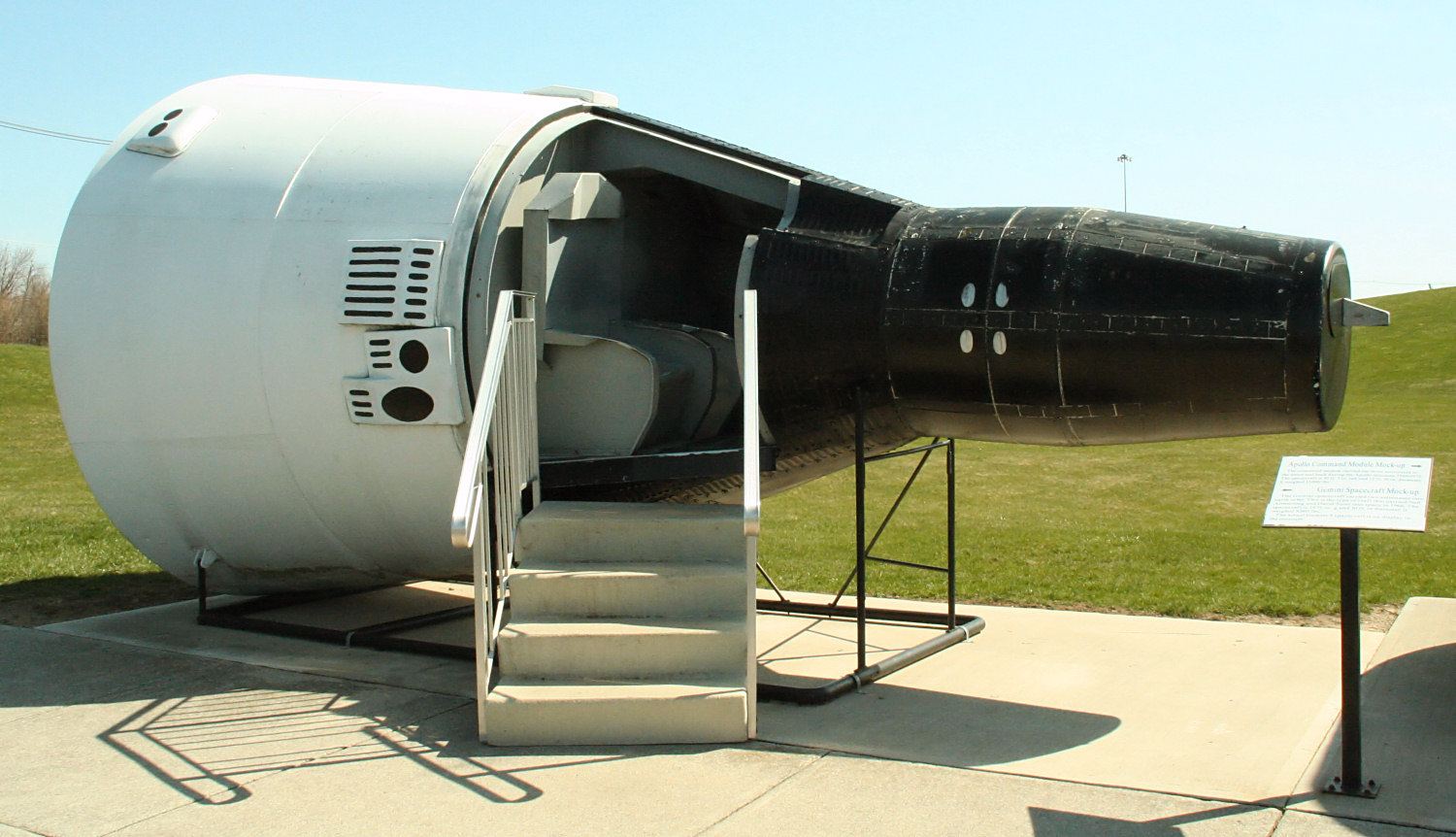
位于尼尔·阿母斯特朗航空宇航博物馆的双子座飞船复制品

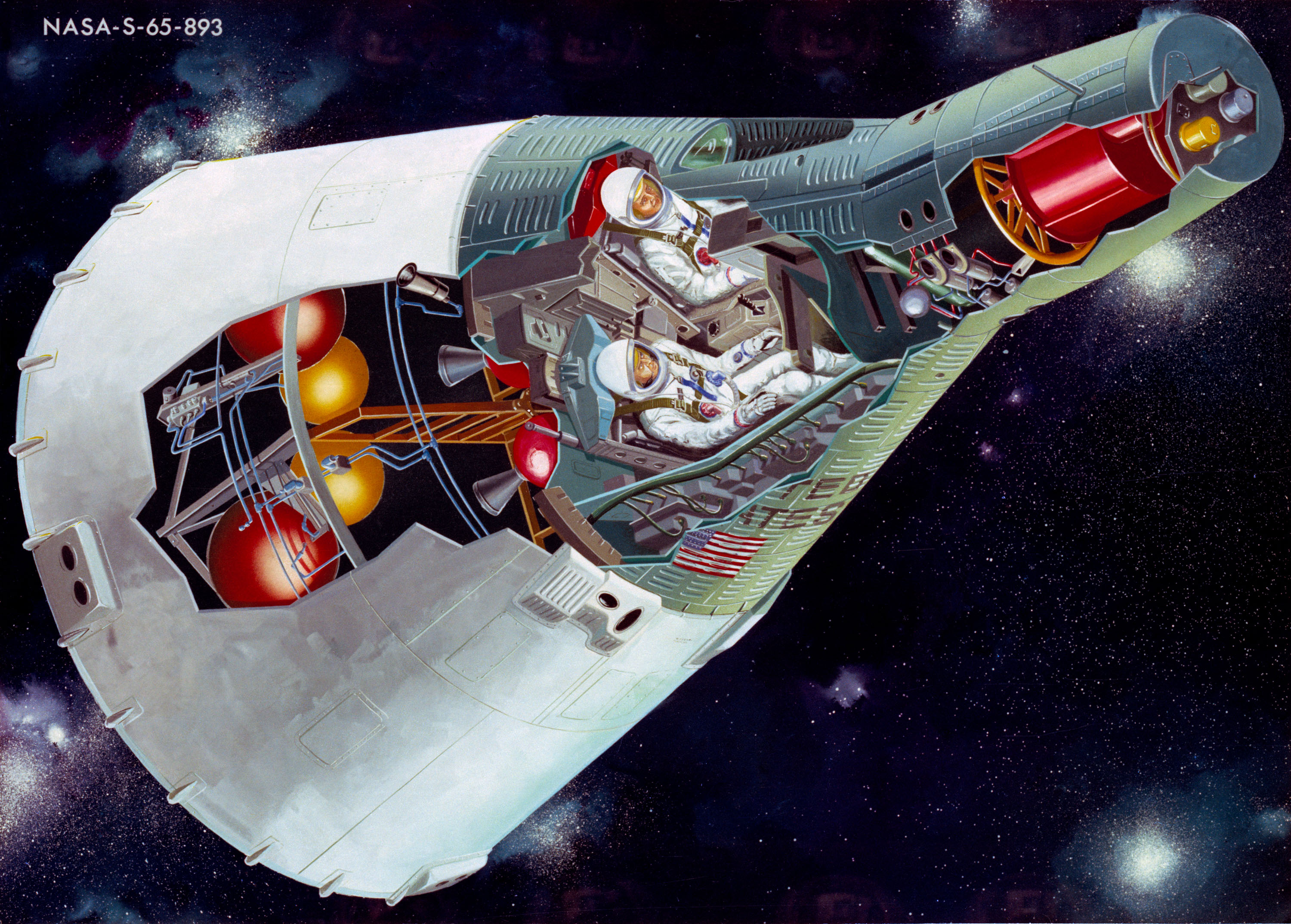
飞船剖面图

“双子座”（Gemini）这个名称源于所用飞船能容纳两人，而Gemini这个词在拉丁语中意思是双胞胎。
双子座飞船与水星飞船最大的不同是，水星飞船将除制动发动机外的所有设备都放在飞船中，仅于宇航员一个舱门之隔。而双子座飞船将动力，推进，生命维持系统都放在一个独立的设备模块中，类似后来阿波罗飞船的命令舱服务舱分离的设计。
水星飞船只能在轨道平面做调整，而双子座飞船可以在空间六方向上动作，并能改变轨道。双子座飞船被设计为可以与阿金纳目标飞行器对接，而后者拥有更强大的变轨能力。
最初飞船被设计为使用滑翔伞在陆地着陆，由宇航员控制。为了实现这种设计，滑翔伞不只固定在飞船端部，还须固定在热防护盾附近以维持平衡。但此项设计最终还是被降落伞海域着陆方式替换。
飞船在早期几次短期飞行任务使用电池供电，后来的长期飞行任务换成了燃料电池，这是燃料电池在载人飞船的首次应用。
双子座飞船是第一个引入机载计算机的美国载人飞船，双子座引导计算机用来协助管理，控制飞船机动。飞船还借用了某些航空上的设计如弹射座椅，飞行雷达，高度仪。弹射座椅最早出现在苏联的东方号飞船中。

## 研发团队
双子座飞船由加拿大设计师吉姆·张伯伦设计，张伯伦原是加拿大阿夫罗公司的阿夫罗箭战斗拦截机项目的首席空气动力学家，该项目取消后，他随着25名高级工程师加入NASA，随后成为美国太空工作组的工程分部的领头人，负责双子座。而飞船的主承包商依然是参与水星计划的麦克唐纳飞行器公司。
此外，宇航员维吉尔·格里森也参与了飞船的研发过程。在他死后才出版的著作《双子座！》一书中解释道，是水星计划的终结，使他将全部精力放在双子座计划中。
整个计划由位于休斯敦的载人航天中心管理，由NASA总部的载人航天飞行局领导。副局长乔治·米勒担任计划的代理主任，威廉·施耐德担任双子座6号以后的任务主管。
麦克唐纳的工程师冈瑟·温特负责水星计划的双子座计划的飞船发射前准备。他的团队负责飞船发射前发射塔的最后处理工作。而他亲自为发射前的飞船关上舱门。

## 宇航员下列宇航员参与了全部10次载人飞行：
| 组        | 宇航员               | 所属     | 任务       |
| --------- | -------------------- | -------- | ---------- |
| 宇航员1组 | 戈尔登·库勃          | 美国空军 | 双子座5号  |
| 宇航员1组 | 维吉尔·格里森        | 美国空军 | 双子座3号  |
| 宇航员1组 | 瓦尔特·施艾拉        | 美国海军 | 双子座6A号 |
| 宇航员2组 | 尼尔·阿姆斯特朗      | 美國海軍 | 双子座8号  |
| 宇航员2组 | 弗兰克·博尔曼        | 美国空军 | 双子座7号  |
| 宇航员2组 | 皮特·康拉德          | 美国海军 | 双子座5号  |
| 宇航员2组 | 皮特·康拉德          | 美国海军 | 双子座11号 |
| 宇航员2组 | 吉姆·洛威尔          | 美国海军 | 双子座7号  |
| 宇航员2组 | 吉姆·洛威尔          | 美国海军 | 双子座12号 |
| 宇航员2组 | 詹姆斯·麦克迪维特    | 美国空军 | 双子座4号  |
| 宇航员2组 | 托马斯·佩顿·斯塔福德 | 美国空军 | 双子座6A号 |
| 宇航员2组 | 托马斯·佩顿·斯塔福德 | 美国空军 | 双子座9号  |
| 宇航员2组 | 爱德华·怀特          | 美国空军 | 双子座4号  |
| 宇航员2组 | 约翰·杨              | 美国海军 | 双子座3号  |
| 宇航员2组 | 约翰·杨              | 美国海军 | 双子座10号 |
| 宇航员3组 | 巴兹·奥尔德林        | 美国空军 | 双子座12号 |
| 宇航员3组 | 尤金·塞尔南          | 美国海军 | 双子座9A号 |
| 宇航员3组 | 迈克尔·柯林斯        | 美国空军 | 双子座10号 |
| 宇航员3组 | 理查德·戈登          | 美国海军 | 双子座11号 |
| 宇航员3组 | 大卫·斯科特          | 美国空军 | 双子座8号  |

| 任务       | 指挥官     | 组 | 飞行次数 # | 乘员     | 组 | 飞行次数 # |
| ---------- | ---------- | -- | ---------- | -------- | -- | ---------- |
| 双子座3号  | 格里森     | 1  | 2          | 杨       | 2  | 1          |
| 双子座4号  | 麦克迪维特 | 2  | 1          | 怀特     | 2  | 1          |
| 双子座5号  | 库勃       | 1  | 2          | 康拉德   | 2  | 1          |
| 双子座6号  | 施艾拉     | 1  | 2          | 斯塔福德 | 2  | 1          |
| 双子座7号  | 波尔曼     | 2  | 1          | 洛威尔   | 2  | 1          |
| 双子座8号  | 阿母斯特朗 | 2  | 1          | 斯科特   | 3  | 1          |
| 双子座9号  | 斯塔福德   | 2  | 2          | 塞尔南   | 3  | 1          |
| 双子座10号 | 杨         | 2  | 2          | 柯林斯   | 3  | 1          |
| 双子座11号 | 康拉德     | 2  | 2          | 戈登     | 3  | 1          |
| 双子座12号 | 洛威尔     | 2  | 2          | 奥尔德林 | 3  | 1          |

## 宇航员挑选
宇航员局局长迪克·斯雷顿在整个计划中负责双子座飞船乘员的挑选工作。双子座飞船设有主宇航员和后备宇航员，后备人员在三次飞行后转正。斯雷顿执意让水星计划七人中现役的4人（谢泼德，格里森，库勃和施艾拉，格伦于1964年1月退役，卡彭特因极光7号再入大气层时的失误操作而备受NASA指责，当时请假参加海军的SEALAB计划，并且留地待命直到1964年7月，斯雷顿自己也因为心脏原因继续留地待命）作为双子座计划各次飞行的指挥官。
1963年下半年，斯雷顿挑选了谢泼得和斯塔福德参加双子座3号任务，麦克迪维特和怀特参加双子座4号任务，施艾拉和杨参加双子座5号任务，此次任务要和阿金纳目标飞行器对接。3号的后备宇航员是格里森和波尔曼，他们也将参加双子座6号任务。康拉德和洛威尔成为4号的后备宇航员。
由于阿金纳目标飞行器的制造延期，施艾拉和杨的任务被推到双子座6号，而他们也成为谢泼得组的后备。格里森组的长时间飞行任务成为双子座5号。
第二次人员重排是因为谢泼得得了美尼尔氏症，这是一种内耳疾病。格里森替代谢泼得成为双子座3号的指挥官。斯雷顿认为杨的性格和格里森很配，也让他代替斯塔福德执行3号任务。最后，斯雷顿让库勃做5号的指挥官，同样出于性格原因，他将康拉德从4号后备宇航员提到5号任务，并指派阿母斯特朗和埃里奥特·希为5号后备。
第三次人员调整是斯雷顿发现希的身体素质标准，他让希担任9号的指挥官，让查尔斯·巴塞特做9号的乘员。安排斯科特做8号的乘员。
第四次调整是因为希和巴塞特因乘坐的训练机坠机而身亡。这架飞机刚好撞进了麦克唐纳生产双子座9号的厂房。后备宇航员斯塔福德和康拉德成为重设计的双子座9A的主宇航员。洛威尔和奥尔德林成为9A的后备。
虽然格里森, 怀特, 和罗杰·查菲在阿波罗1号的火灾中死去，斯雷顿的最终宇航员名单已经包含后来的首批7位阿波罗宇航员。有趣的是，这批参加阿波罗计划的宇航员中许多人所驾驶的飞船编号刚好比它们的双子座飞船编号大一号：
- 施艾拉：双子座6号→阿波罗7号
- 波尔曼和洛威尔：双子座7号→阿波罗8号
- 斯科特：双子座8号→阿波罗9号
- 斯塔福德和塞尔南：双子座9A号→阿波罗10号
- 柯林斯：双子座10号→阿波罗11号
- 康拉德和戈登：双子座11号→阿波罗12号
- 洛威尔：双子座12号→阿波罗13号

而这些人例外：
- 麦克迪维特：双子座4号→阿波罗9号
- 杨：双子座3号、10号→阿波罗10号
- 阿母斯特朗：双子座8号→阿波罗11号

## 任务

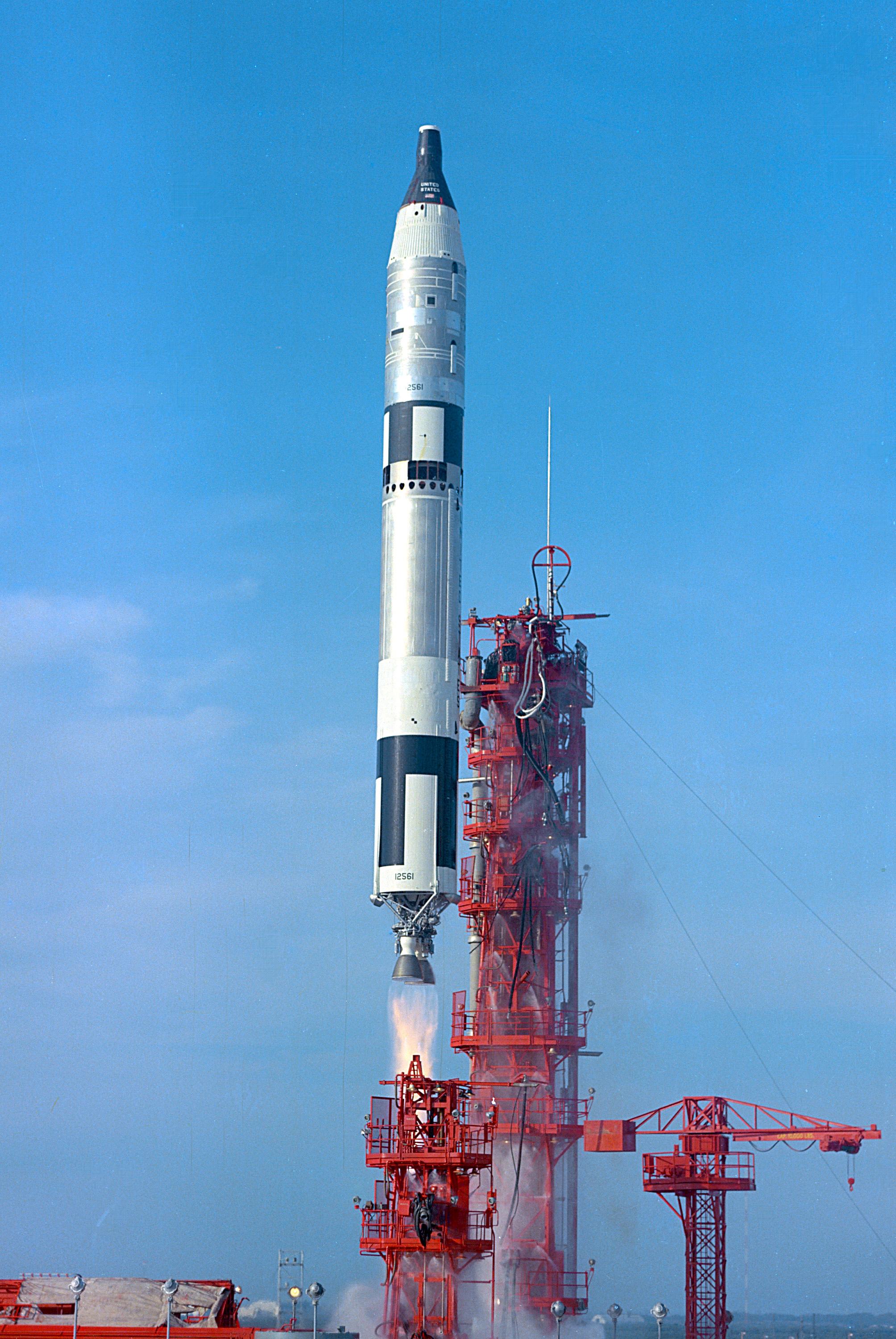
双子座6A号从19号发射复合体发射升空

包括2次无人发射，总共有12艘双子座飞船通过大力神二号火箭发射升空。

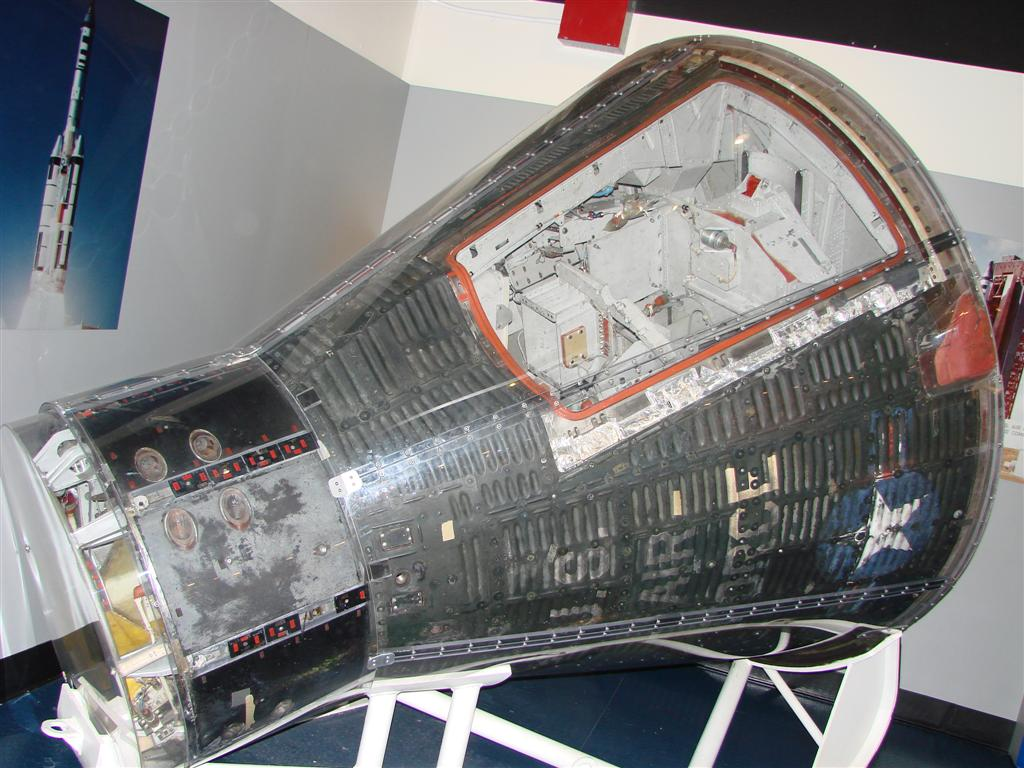
双子座2号展览于空军太空和火箭博物馆

| 任务      | 运载器编号  | 任务时间        | 发射时刻  | 持续时间        | 评论                         |
| --------- | ----------- | --------------- | --------- | --------------- | ---------------------------- |
| 双子座1号 | GLV-1 12556 | 1964年4月8-12日 | 16:01 UTC | 03d 23h         | 双子座飞船首次测试           |
| 双子座2号 | GLV-2 12557 | 1965年1月19日   | 14:03 UTC | 00d 00h 18m 16s | 亚轨道飞行，测试飞船热防护盾 |

| 任务       | 运载器编号 | 指挥官     | 乘员     | 任务时间          | 发射时刻  | 持续时间        |
| ---------- | --- | ---------- | -------- | ----------------- | --------- | --------------- |
| 双子座3号  | GLV-3 12558 | 格里森     | 杨       | 1965年3月23日     | 14:24 UTC | 00d 04h 52m 31s |
| 双子座3号  | 首次载人发射，在轨3圈 |            |          |                   |           |                 |
| 双子座4号  | GLV-4 12559 | 麦克迪维特 | 怀特     | 1965年6月3-7日    | 15:15 UTC | 04d 01h 56m 12s |
| 双子座4号  | 美国宇航员首次出舱活动，怀特出舱22分钟 |            |          |                   |           |                 |
| 双子座5号  | GLV-5 12560 | 戈登       | 康拉德   | 1965年8月21-29日  | 13:59 UTC | 07d 22h 55m 14s |
| 双子座5号  | 首次在太空超过一周，首次使用燃料电池，引进指引和导航系统，在轨120圈 |            |          |                   |           |                 |
| 双子座7号  | GLV-7 12562 | 波尔曼     | 洛威尔   | 1965年12月4-18日  | 19:30 UTC | 13d 18h 35m 01s |
| 双子座7号  | 由于6号任务因故延期，7号替代，主要为了验证人在太空是否能生存14天 |            |          |                   |           |                 |
| 双子座6A号 | GLV-6 12561 | 施艾拉     | 斯塔福德 | 1965年12月15-16日 | 13:37 UTC | 01d 01h 51m 24s |
| 双子座6A号 | 首次完成太空交会，与双子座7号保持0.3至90米距离5个小时 |            |          |                   |           |                 |
| 双子座8号  | GLV-8 12563 | 阿姆斯壯   | 斯科特   | 1966年3月16-17日  | 16:41 UTC | 00d 10h 41m 26s |
| 双子座8号  | 完成与无人飞行器阿金纳的对接，停靠时，双子座飞船的一个推力器失灵，造成飞船近乎灾难性的翻滚，阿姆斯壯以著陸程序所用的推進系統恢復控制，代價就是耗光姿態控制的燃料，只好被迫返航。返回是美国太空史上首次紧急着陆，著陸點從原來的大西洋偏離到沖繩海域，是創下著陸偏離距離最長記錄的一次飛行。 |            |          |                   |           |                 |
| 双子座9A号 | GLV-9 12564 | 斯塔福德   | 塞尔南   | 1966年6月3-6日    | 13:39 UTC | 03d 00h 21m 50s |
| 双子座9A号 | 原计划5月发射，由于阿金纳目标飞行器没有进入预定轨道，飞船改和增强目标对接飞行器（ATDA）对接。但ATDA的遮罩物没有完全分离，致使无法对接。飞船尝试了3中停靠方式。在轨44圈 |            |          |                   |           |                 |
| 双子座10号 | GLV-10 12565 | 杨         | 柯林斯   | 1966年7月18-21日  | 22:20 UTC | 02d 22h 46m 39s |
| 双子座10号 | 首次使用阿金纳目标飞行器的推进系统。还与双子座8号对接。柯林斯完成49分钟太空活动，另有39分钟出舱从阿金纳级取回实验数据。在轨43圈 |            |          |                   |           |                 |
| 双子座11号 | GLV-11 12566 | 康拉德     | 戈登     | 1966年9月12-15日  | 14:42 UTC | 02d 23h 17m 08s |
| 双子座11号 | 利用阿金纳的推进系统创造双子座飞船高度记录1,189.3km，戈登完成33分钟太空行走以及2小时30分钟太空站立活动，在轨44圈 |            |          |                   |           |                 |
| 双子座12号 | GLV-12 12567 | 洛威尔     | 奥尔德林 | 1966年11月11-15日 | 20:46 UTC | 03d 22h 34m 31s |
| 双子座12号 | 最后一次双子座飞行，在停靠阿金纳目标飞行器期间，奥尔德林完成了5小时30分钟的太空行走，验证了太空行走设备的改进 |            |          |                   |           |                 |